# Lara Neumann

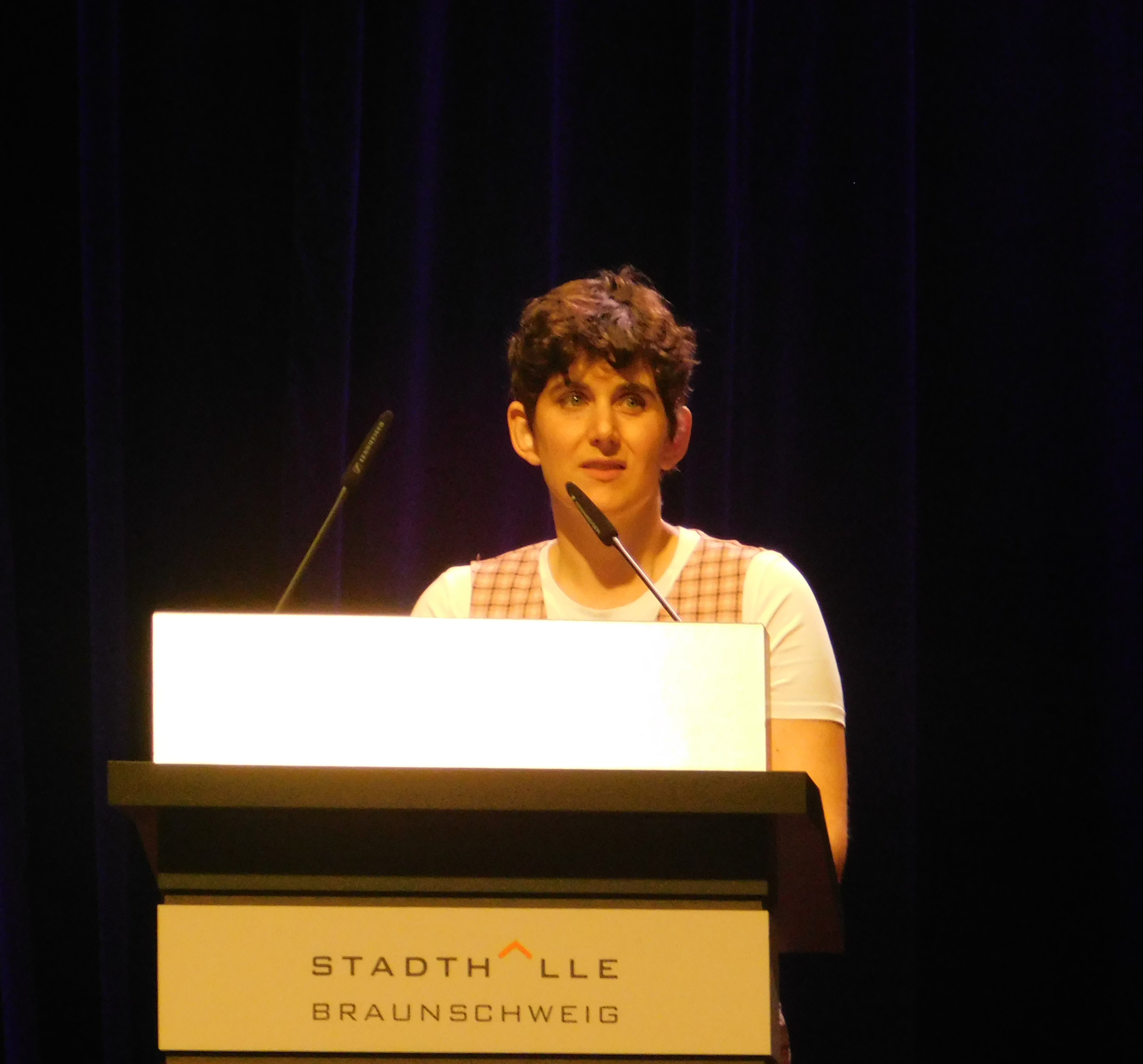
Lara Neumann bei ihrer Vorstellungsrede auf dem 11. Bundesparteitag, 24. Juni 2023 in Braunschweig

Lara Neumann (geboren 28. Juli 1990) ist eine deutsche Politikerin (Volt). Sie war vom 24. Juni 2023 bis zum 17. März 2024 an der Seite von Tim Marton Bundesvorsitzende dieser Partei. 

## Leben
Lara Neumann studierte Psychologie an der Universität Münster.
Anfang Dezember 2021 wurde Lara Neumann beim Landesparteitag von Volt NRW in Bergisch Gladbach zur stellvertretenden Landesvorsitzenden gewählt. Nachfolgend war sie ab dem 21. August 2022 Landesvorsitzende von NRW.
Auf dem Bundesparteitag am 24. Juni 2023 in Braunschweig wurde sie als Nachfolgerin von Rebekka Müller zur neuen Bundesvorsitzenden von Volt gewählt. Damit ist Neumann die erste nonbinäre Person an der Spitze einer Partei in Deutschland bzw. nach einigen Medien europaweit.
Bei der Landtagswahl in Nordrhein-Westfalen 2022 war sie Direktkandidatin im Landtagswahlkreis Münster I – Steinfurt IV.
Nachfolgerin wurde auf dem Außerordentlichen Parteitag am 17. März 2024, der online ausgerichtet wurde, die zuvor stellvertretende Vorsitzende Anna Laura Tiessen.

## Politische Ansichten
Neumann setzt sich vor allem für Frauenrechte sowie die Rechte queerer Menschen ein und wünscht sich mehr u. a. Frauen in der Politik. Nach Meinung von Neumann müsse Demokratie gelebt werden und das ginge nur, „wenn wir die Vielfalt unseres Landes abbilden und benachteiligte Gruppen mit am Tisch sitzen.“ Ferner ist sie Befürworterin der Herabsenkung des Wahlalters auf 16, da viele politische Entscheidungen gerade jüngere Bevölkerungsgruppen stärker beträfen als ältere. Des Weiteren setzt sich Neumann für Klimaschutz und Nachhaltigkeit, psychische Gesundheit sowie die Rechte von Minderheiten ein.
Zusammen mit den Münsteraner Direktkandidaten und Direktkandidatinnen von SPD, Grünen, FDP und DIE LINKE unterschrieb Neumann während der Landtagswahl 2022 die Münsteraner Erklärung, in der man sich gemeinsam dagegen aussprach, an politischen Veranstaltungen teilzunehmen, zu denen die AfD eingeladen ist. Damit sollte verdeutlicht werden, dass man die Politik der Partei mit ihren antisemitischen, ausländerfeindlichen und faschistoiden Tendenzen nicht unterstützen möchte.
Neumann ist sachkundige Bürgerin im Ausschuss für Gleichstellung der Stadt Münster und war bis Februar 2023 zusätzlich auch sachkundige Bürgerin im Kulturausschuss.

## Privates
Neumann hat drei Kinder und lebt in Münster.